# Эй, давай-ка твист
«Эй, давай-ка твист» (англ. Hey, Let's Twist) — американский музыкальный фильм 1961 года режиссёра Грега Гаррисона. Шестая роль в кино известного итальянского актёра и певца Адриано Челентано.
Слоган фильма: 
Одно большое кино о сенсации! (англ. The one great movie about the sensation!)

## Сюжет
История фильма сосредоточена на двух братьях, которые изначально открыли небольшой притон, чтобы дать молодёжи место, где можно танцевать бибоп и буги-вуги. Заведение было объявлено общедоступным и открытым для любого. Однако, после того, как заведение обрело большую популярность, братья решают сделать его доступным только для богатых. Посетителям это очень не понравилось и они начали забастовку до тех пор, пока братья не отменили своего решения.

## В ролях
- Джои Ди;
- Тедди Рандаззо;
- Кэй Армен;
- Зора Ламперт;
- Дино Ди Люка;
- Ричард Дикенс;
- Джо-Энн Кэмпбелл;
- Аллан Арбас;
- Хоуп Хэмптон;
- Адриано Челентано;
- Сэлли Кёркленд;
- Доун Никерсон;
- Джозеф Ригано;
- Джо Пеши.

## Съёмочная группа
- Режиссёр — Грег Гаррисон;
- Сценарист — Холл Хаккади;
- Оператор — Джордж Джейкобсон;
- Композитор — Генри Гловер.